# Hammerhead (englische Band)
Hammerhead ist eine englische New-Wave-of-British-Heavy-Metal- und Rock-Band aus Workington, die im Jahr 1977 gegründet wurde.

## Geschichte

### Vorgeschichte
Nach mehreren Jahren Aktivität in der Band Bitter Harvest beschloss der Gitarrist und Sänger Brian Hodgson, die Band zu verlassen. Hodgson war zudem auch als Gitarrist in der Band Judas gewesen, die seit Anfang der 1970er Jahre existiert hatte. Nach seinem Ausstieg bei Bitter Harvest beschloss er, seine eigene Band zu gründen. Als Bassist stieß Steve Archer hinzu. Daraufhin entstanden die ersten Lieder namens I’ll Be Back und Feel I’m Falling. Nachdem der Schlagzeuger Dave Heaney zur Besetzung gekommen war, folgten die ersten Auftritte unter dem Bandnamen Destroyer.
Im Jahr 1975 nahm die Gruppe am N.M.E. Battle of the Bands in der Newcastle University teil und belegte dort den zweiten Platz. Kurze Zeit später verließ Hodgson die Band und trat Bitter Harvest bei. Allerdings kam es noch vor dem ersten Auftritt wieder zur Auflösung. Daraufhin konzentrierte er sich zusammen mit Archer auf die Coverband Flight, die sich später in Hot Property umbenannte. Weitere Mitglieder waren der Gitarrist Tucker McCombe, der Schlagzeuger John Moor und der Sänger Roger Ackerley.

### Seit der Gründung
Nach einem Auftritt im Jahr 1976/1977 zusammen mit der Rockband Taurus im lokalen The Down Under Club beschlossen Hodgson und Archer eigene Lieder zu schreiben. Als Schlagzeuger kam Maurice Reay, Nachbar und Freund von Hodgson, zur Besetzung. Zusammen probten sie Lieder, meist aus der Destroyer-Zeit, sowie neue Songs wie Ton of Bricks und Lonely Man. Daraufhin stand der erste Auftritt in dem lokalen Club The Matador bevor. Auf Drängen des Eventmanagers, der einen Namen für das bis dahin noch namenlose Bandprojekt benötigte, um das Konzert zu bewerben, entschied man sich schließlich für den Bandnamen Hammerhead.
Während dieser Gründungsphase wurde Hodgson auf den damals 15-jährigen Buzz Elliott aufmerksam, der in einer Schülerband namens Eight Hertz spielte. Sie begannen daraufhin zusammen zu proben. Außerdem probte Hodgson zusammen mit Eight Hertz. Diese Probe fand 1977 statt mit den Gitarristen und Sängern Hodgson und Buzz Elliott, dem Bassisten Steve Wilson, dem Schlagzeuger Paul Knowles und dem Sänger Graham Cayton. Dabei probten sie auch die Lieder Ton of Bricks und Lochinvar. Danach widmeten sich Hodgson und Archer weiter Hammerhead. 1977/1978 nahm die Band, bestehend aus Hodgson, Archer und Raey, ein erstes Demo im Jimmy Henshaw Studio in Carlisle auf, ehe 1979 Elliott als zweiter Gitarrist und Sänger zur Besetzung kam. Daraufhin half er bei den Arbeiten an neuem Material und schrieb zudem eigene Lieder. Als Schlagzeuger kam Baz Elwood, welcher auch schon bei Judas tätig gewesen war, hinzu. Diese Besetzung wurde in den folgenden fünf Jahren nicht mehr verändert. Gegen Ende des Jahres 1981 wurde die selbstfinanzierte Single Time Will Tell in den Linden Sounds Studios mit dem Produzenten Guy Forrester aufgenommen. Der Tonträger hatte eine Auflage von 1.000 Stück. Der Veröffentlichung folgten Auftritte, unter anderem auch in Schottland zusammen mit Budgie. Zudem wurde eine Kompaktkassette mit Live-Aufnahmen in Umlauf gebracht, um Labels auf sie aufmerksam zu machen, was allerdings nicht gelang. 1984 kam Mike Thorburn für ein paar Monate als Aushilfsschlagzeuger zur Besetzung, ehe 1984/1985 Frank Hall als festes Mitglied zur Band kam. Für einige Auftritte kam zudem David Taylor als Keyboarder zur Gruppe. Im selben Jahr verließ Elliot die Band, half jedoch gelegentlich bei Auftritten noch mit aus. Außerdem wurden 1984 mit Forrester als Produzenten und wieder in den Linden Sounds Studios die Lieder Don’t Look Down und Lochinvar aufgenommen, wobei Billy Branch als Sänger anwesend war. Letzteres Lied wurde von Sane Records auf dem Sampler It's Unheard Of! verwendet. Nach dem Hinzukommen von Hall hatte sich die Band kurzzeitig Frank Hall Band genannt, zur Veröffentlichung des Samplers im selben Jahr, hatte sich allerdings bereits wieder in Hammerhead umbenannt. 1985/1986 kam Baz Bunnery, Bruder von Francis Dunnery, kurzzeitig als Gitarrist zur Besetzung. 1986 kam David Taylor wieder für wenige Konzerte hinzu, um die Band als Keyboarder zu unterstützen. 1986 traten Hodgson und Hall der Band Plateau bei. Nach weniger als einem Jahr, einem Demo und einer Hand voll Auftritte kam es jedoch wieder zur Trennung. Von 1987 bis 1996 war Hammerhead bis auf vereinzelte lokale Auftritte nicht aktiv. Hierbei half Tyrone Larmour als Live-Schlagzeuger aus.
1995/1996 brachte Hodgson die Band für eine Nacht im The Music Farm Studio zusammen. Die Demoaufnahmen wurden aus Qualitätsgründen nicht veröffentlicht. Erst 2005 erschienen die beiden Lieder Will to Survive und Crying As I Fall, nachdem einige Overdubs gemacht worden waren. Mit Hodgson, Elliott, Archer und Larmour folgten im Zeitraum von 1996 bis 2005 nur einige wenige vereinzelte Konzerte. 2005 fand sich die Band für den Geburtstag eines Freundes wieder zusammen. Daraufhin entschied sich die Gruppe in den Linden Sounds Studios mit dem Produzenten Forrester zu proben. Am 28. Oktober und 12. November desselben Jahres wurde das Album Headonism in demselben Studio aufgenommen. Ursprünglich wurden nur 75 Kopien mit der ursprünglichen Liedfolge angefertigt. 2006 wurde die Abfolge für eine Schallplatten-Veröffentlichung bei High Roller Records geändert. Die veränderte Liedabfolge wurde für spätere CD-Veröffentlichungen beibehalten und der Albumtitel wurde auf Headonizm abgeändert. Das Album besteht nur aus Liedern, die Anfang der 1980er Jahre entstanden sind, allerdings noch nie zuvor in einem Studio aufgenommen worden waren. 2015 erschien das Album The Sin Eater, auf dem der Sänger Steven „Pecker“ Woods zu hören ist. Auf der Download- und CD-Version ist das Lied Behind Your Eyes als Zusatz enthalten, das ursprünglich aus den 1990er Jahren stammt. Seit der Neugründung hat die Band diverse Konzerte abgehalten, unter anderem auch mit Michael Schenker.

## Stil
Laut Malc Macmillan in The N.W.O.B.H.M. Encyclopedia erinnert die Single Time Will Tell sowie die B-Seite Lonely Man vom Arrangement und den E-Gitarren her an Bands wie Crucifixion, Bashful Alley und Omen Searcher. Die Single sei eines der eindrucksvolleren Werke der New Wave of British Heavy Metal. Das Lied Lochinvar unterscheide sich etwas von der Single, da es schwerer und atmosphärischer sei, was Erinnerungen an Overdrive und Cynic wachrufe. Zudem zog er einen Vergleich zu Bleeding Heart von Ethel the Frog.
Matthias Mader vom Rock Hard stellte auf dem Album The Sin Eater einen Einfluss aus dem Classic Rock fest und stellte einen Vergleich zu UFO her. Im Interview mit Mader gab Buzz Elliot an, dass er Fan von Michael Schenker und dem Album Strangers in the Night ist. Zudem habe er in der Vergangenheit zusammen mit Tony Steel für Paul Raymond gearbeitet. Als Gitarrist verwende er nicht nur Blues-Tonleitern, sondern auch orientalische Tonfolgen, wobei er hierfür Ritchie Blackmore als Einfluss nennt. Für das Albumintro habe er eine Gitarre mit Sitar-Effekt verwendet. In derselben Ausgabe rezensierte Wolfram Küper das Album und stellte fest, dass die Band den New-Wave-of-British-Heavy-Metal-Klang der Anfangstage konserviert hat. Das Album sei stimmungsvoll, düster und etwas psychedelisch. Küper ordnete die Musik zudem dem Hard Rock zu.

## Diskografie
- 1978: 1978 Demo (Demo, Eigenveröffentlichung)
- 1981: Time Will Tell (Single, Linden Records)
- 1984: 1984 Demo (Demo, Eigenveröffentlichung)
- 2003: Live Rarities (Kompilation, Eigenveröffentlichung)
- 2005: Will to Survive (Kompilation, Cult Metal Classics Records)
- 2005: Headonism (Album, Eigenveröffentlichung)
- 2006: Headonizm (Album, High Roller Records)
- 2015: The Sin Eater (Album, High Roller Records)
- 2023: Lords of the Sun (Album, High Roller Records)